# Валєєв Саліх Шайбакович
Саліх Шайбакович Валєєв (1912—1970) — старший лейтенант Робітничо-селянської Червоної армії, учасник радянсько-фінської та німецько-радянської воєн, Герой Радянського Союзу (1943).

## Біографія
Саліх Валєєв народився 22 жовтня 1912 року в селі Старогумерово (нині — Кушнаренковський район Башкортостану). За національністю татарин. У 1923 році закінчив початкову школу, в 1937 році — курси трактористів і комбайнерів. У 1940 році Валєєв призваний на службу в Робітничо-селянську Червону Армію Білокатайським районним військовим комісаріатом Башкирської АРСР. Брав участь у радянсько-фінській війні. З липня 1941 року — на фронтах Другої світової війни. У 1942 році Валєєв закінчив курси молодших лейтенантів. До вересня 1943 року молодший лейтенант Саліх Валєєв командував стрілецьким взводом 2-го стрілецького батальйону 957-го стрілецького полку 309-ї стрілецької дивізії 40-ї армії Воронезького фронту. Відзначився під час битви за Дніпро.
В ніч з 23 на 24 вересня 1943 року Валєєв першим у своїй групі переправився через Дніпро в районі села Балико-Щучинка Київської області. Група захопила плацдарм і за наступну добу відбила дев'ять ворожих контратак, що дозволило успішно переправитися через річку всієї дивізії. В боях Валєєв особисто знищив 30 ворожих солдатів і офіцерів.
Указом Президії Верховної Ради СРСР від 23 жовтня 1943 року молодший лейтенант Саліх Валєєв удостоєний високого звання Героя Радянського Союзу з врученням ордена Леніна і медалі «Золота Зірка» за номером 6379.
Після закінчення війни в званні старшого лейтенанта Валєєв звільнений у запас. Проживав і працював в Уфі. Помер 12 жовтня 1970 року, похований на Мусульманському кладовищі Уфи.

## Нагороди
- Медаль «Золота Зірка» Героя Радянського Союзу (23.10.1943)[2]
- Орден Леніна (23.10.1943)
- Орден Вітчизняної війни 2-й ступеня
- Орден Червоної Зірки (11.10.1943)[3]
- Медалі